# Thurles
Thurles (Dúrlas Éile em irlandês) é uma cidade da Irlanda e é situada no condado de Tipperary Norte. Possui 6.852 habitantes (censo de 2006).